# الي سخوت
الي سخوت (بالهولندية: Alje Schut)‏ (18 فبراير 1981 بأوترخت في هولندا - ) هو لاعب كرة قدم هولندي في مركز الدفاع. لعب مع ماميلودي صن داونز ونادي أوترخت وKozakken Boys ‏.

## وصلات خارجية
- الي سخوت على موقع قاعدة بيانات كرة القدم.إي يو (الإنجليزية)
- الي سخوت على موقع Soccerway.com (الإنجليزية)
- الي سخوت على موقع عالم كرة القدم.نت (الإنجليزية)